# Jos De Smet
Joseph De Smet (ook Jozef of Jos) (Brugge - Assebroek, 24 maart 1898, 12 februari 1972) was een Belgisch historicus en archivaris.

## Levensloop
Joseph De Smet behaalde in 1922 aan de Universiteit Gent het diploma van dr. in de geschiedenis. Na zijn legerdienst (1922-1923) werd hij in 1924 archivaris bij het Archief van de Eerste Wereldoorlog in Anderlecht. Van eind 1924 tot eind 1925 werkte hij als stagiair in het Algemeen Rijksarchief in Brussel. In 1926 werd hij aangesteld als archivaris in het Rijksarchief Brugge, waar hij zijn verdere loopbaan bleef en ze in 1962 als hoofd van deze instelling afsloot.
Bij zijn afscheid uit het beroepsleven (maar niet uit het actieve leven) werd hem door zijn vrienden een 'Album archivaris Jos. De Smet' aangeboden, waarin een dertigtal historische studies waren opgenomen, geschreven door vrienden archivarissen (Jan Buntinx, Carlos Wyffels), universitairen (prof. Franz Ganshof, Adriaan Verhulst en Hans Van Werveke) of beoefenaars van de geschiedenis of de volkskunde, onder wie, naast zijn eigen broer Antoine De Smet, conservator van de kaarten en plannen in de Koninklijke Bibliotheek in Brussel, heel wat eminente Brugse en West-Vlaamse historici, zoals: Godgaf Dalle, Frans Debrabandere, Paul Declerck, Nicolas Huyghebaert, Aquilin Janssens de Bisthoven, Baudouin Janssens de Bisthoven, Joseph Marechal, Albert Schouteet en Antoon Viaene.
In zijn hoedanigheid van archivaris wijdde De Smet zich uiteraard aan het verwachte werk van klasseren en inventariseren. Dit was echter op verre na niet genoeg om de enorme werkkracht van de man te verzadigen. Alles wat hij wist en alles wat hij in de loop van zijn aan studie gewijde uren bijleerde, was aanleiding tot overtalrijke bijdragen waarmee hij de opgedane kennis aan anderen wenste mee te delen.
De eerste 'stek' die hem onmiddellijk gastvrij ontving was het tijdschrift Biekorf, waar hij van 1926 tot aan zijn dood honderden kortere en lange bijdragen publiceerde. Vanaf 1929 werd hij tevens, onder de nieuwe hoofdredacteur Antoon Viaene, voorzitter van het 'Berek' (redactieraad), zodat hij dicht bij het reilen en zeilen van het tijdschrift betrokken was.
De Smet werd in 1950 bestuurslid van het Genootschap voor Geschiedenis te Brugge. Hij publiceerde er een beperkt aantal artikels. Daarnaast publiceerde hij in een dertigtal tijdschriften.
Een van zijn eerste belangrijke werken bestond erin het onvoltooid gebleven werk van Karel De Flou Woordenboek der Toponymie van Westelijk Vlaanderen te vervolledigen. Delen XII tot XVIII werden door hem verzorgd. Hij maakte ook enkele ongepubliceerd gebleven artikels van De Flou, na diens dood persklaar.

## Publicaties
- Hervé STALPAERT, Bibliografie van dr. Jos. De Smet tot 1 januari 1963, in: Album archivaris Jos. De Smet, Brugge, 1964, blz. 13-49.
- Hervé STALPAERT, Bibliografie van archivaris dr. Jos De Smet. Tweede Deel, in: Brugs Ommeland, 1974, blz. 5-11.

Het is onbegonnen werk hier alle geschriften van Jos De Smet te vermelden, zoals zal blijken uit dit algemeen overzicht:
- Uitgave van bronnen (8 werken)
- Afzonderlijke uitgaven over de geschiedenis van Vlaanderen en Brugge (15 werken)
- Medewerking aan of bewerking van uitgaven van andere auteurs (13 werken)
- Archief, bibliografie en aardrijkskunde (13 artikels)
- plaatsnaamkunde (18 artikels)
- biografieën (20 artikels)
- algemene geschiedenis van West-Vlaanderen (33 artikels)
- de Slag der Gulden Sporen en de XIVde eeuw (25 artikels)
- Vlaanderen onder Frans Bewind 1792-1814 (27 artikels)
- De Eerste wereldoorlog (34 artikels)
- plaatselijke geschiedenis (120 artikels)
- volkskunde (45 artikels)
- maatschappelijke geschiedenis (30 artikels)
- kerkgeschiedenis (47 artikels)
- kunstgeschiedenis en varia (13 artikels)

Artikels in kranten:
- Journal de Bruges, 1945-1953 (433 artikels)
- Brugsche Courant, 1953-1958 (140 artikels)
- Brugsch Handelsblad, 1928-1929 en 1959-1970 (102 artikels)
- Het Belfort, 1928 (1 artikel)

Ook nog:
- een honderdtal boekbesprekingen
- een vijftigtal lezingen en voordrachten